# Хрватин Стјепанић
Хрватин Стјепанић (умро пре 1315) је био кнез Доњих Крајева. Родоначелник је великашког рода Хрватинића. Престоница Хрватина Стјепанића био је Кључ.

## Биографија
Најстарији познати припадник породице Хрватинића је Стјепан Хрватинић по коме је род најпре носио назив „Стјепанићи". Стјепан је имао сина Хрватина. Година рођења Хрватина није позната. Рођен је у другој половини 13. века да би, приликом очеве смрти 1301. године, био већ у зрелој доби. Његов отац је вероватно кнез који је владао Доњим Крајевима током владавине босанског бана Матеје Нинослава и угарског краља Беле IV, сина Андрије Арпада. У једној повељи из 1299. године Хрватин, његова браћа и синови, јављају се као сродници породице Шубић односно Павла Шубића и његовог брата Младена. Вероватно је постојала нека женидбена веза између Шубића и Хрватинића. У Угарској се након смрти Ладислава IV Куманца води борба око круне између Андрије III Млечанина (из династије Арпад) и Карла Мартела (из династије Анжујаца). Карло Мартел је имао сина, Карла Роберта, који је после очеве смрти (1295) наставио борбу за престо. Хрватин стаје на страну Анжујаца због чега му је 14. јула 1299. године Карло II Напуљски, деда Карла Роберта, издао повељу којом му је потврдио управу над Доњим Крајевима. Ова одлука Карла Напуљског подстакнута је и добрим односима који су владали између Хрватина Стјепанића и Павла Шубића. Хрватинићи су као вазали Шубића управљали својим територијама. У повељи се Хрватин помиње са титулом „кнеза". Међутим, мир није установљен јер је Андрија Млечанин са севера, из Славоније, вршио упаде на непријатељску територију управо преко Доњих Крајева те је тако угрожавао мир Стјепану и његовим синовима. Босански бан Стефан Котроманић није представљао претњу по Хрватина. Прави владар Босне био је Павле Шубић који од 1299. године носи и титулу „господара" док његов млађи брат Младен носи банску титулу упоредо са Котроманићем. Између Котроманића и Младена Шубића је 1301. године вођена битка чији исход није познат. Највероватније Младен односи победу јер исте године покреће прави крсташки рат против босанских јеретика (богумила). Хрватина је као de inferioribus Bosne comes је Павле као свог вазала потврдио за кнеза Доњих Крајева повељом у Скрадину од 2. фебруара 1301. године. Обећао му је мир, сигурност и заштиту од непријатеља у замену за верну службу. Хрватин Стјепанић је био присталица цркве босанске. Између Хрватина и Младена морало је доћи до сукоба. Младен отима Хрватину неке територије Доњих Крајева. Хрватинићи су се за помоћ обратили Павлу, глави породице, те је 30. марта 1304. године дошло до измирења у једном сплитском фрањевачком манастиру. Повељом која је том приликом донета Хрватину и његовој браћи Павле гарантује да Младен и остали Шубићи неће нападати територију Доњих Крајева. Младен је убијен већ у јесен исте године у сукобу са босанским јеретицима. Могуће да је Хрватин имао удела у организовању убиства. Павле је провалио у Босну и на бански престо поставио свог сина Младена II. Хрватину је повељом од 21. фебруара 1305. године Павле потврдио права која је стекао повељом из претходне године. Хрватинова браћа се не помињу у овој повељи. Хрватинићи се у наредном периоду не појављују у историјским изворима. Тек након смрти Павла Шубића (јун 1312) и неуспеха бана Младена II под Скадром сазнајемо о овој породици. Она је тада поново стала на страну противника Младена II. Против Младена је устао и српски краљ Стефан Милутин. Наиме, у Србији је 1311. године окончан десетогодишњи грађански рат између Милутина и његовог брата, сремског краља Драгутина. Браћа већ следеће, 1312. године, заједно учествују у походу против Младена II Шубића. О томе нам је податке оставио архиепископ Данило у свом делу „Житија краљева и архиепископа српских". Међутим, ток овог рата није познат. Отприлике у исто време када и Павле, умире и глава породице Хрватинића, Хрватин Стјепанић. Није позната година његове смрти, али је умро свакако пре 1315. године када се помиње као покојни.
Поуздано се зна да је Хрватин држао Кључ у жупи Баници по коме је, као својој престоници, добио надимак „Кључки", како га у повељама издатим његовом сину Вукославу назива босански бан Стефан II Котроманић. Према непотпуном натпису пронађеном у селу Осретку код Кулаша, Хрватин Стјепанић је имао свога писара, дијака кнеза Хрватина.

## Породица
Хрватин Стјепанић је имао тројицу синова:
- Вукослав Хрватинић, владао Мренском жупом из града Кључа.
- Павле Хрватинић, владао Земљичком жупом.
- Вукац Хрватинић, баштиник Врбањске жупе са градом Котором. Отац је Хрвоја Вукчића Хрватинића.

Синови Хрватина Стјепанића касније признају Стефана II Котроманића за бана Босне и сизерена што им је омогућило да се одрже на својим територијама. Међутим, у првој половини 14. века утицај Хрватинића опада.

## Потомство
|  |                                |  |  |  |  |  |  |  |  |  |  |  |  |  |  |  |
|  | 4. Влатко                      |  |  |  |  |  |  |  |  |  |  |  |  |  |  |  |
|  |                                |  |  |  |  |  |  |  |  |  |  |  |  |  |  |  |
|  |                                |  |  |  |  |  |  |  |  |  |  |  |  |  |  |  |
|  | 2. Вукослав Хрватинић          |  |  |  |  |  |  |  |  |  |  |  |  |  |  |  |
|  |                                |  |  |  |  |  |  |  |  |  |  |  |  |  |  |  |
|  |                                |  |  |  |  |  |  |  |  |  |  |  |  |  |  |  |
|  | 5. Павле                       |  |  |  |  |  |  |  |  |  |  |  |  |  |  |  |
|  |                                |  |  |  |  |  |  |  |  |  |  |  |  |  |  |  |
|  |                                |  |  |  |  |  |  |  |  |  |  |  |  |  |  |  |
|  | 1. Хрватин Стјепанић           |  |  |  |  |  |  |  |  |  |  |  |  |  |  |  |
|  |                                |  |  |  |  |  |  |  |  |  |  |  |  |  |  |  |
|  |                                |  |  |  |  |  |  |  |  |  |  |  |  |  |  |  |
|  | 12. Балша Херцеговић Хрватинић |  |  |  |  |  |  |  |  |  |  |  |  |  |  |  |
|  |                                |  |  |  |  |  |  |  |  |  |  |  |  |  |  |  |
|  |                                |  |  |  |  |  |  |  |  |  |  |  |  |  |  |  |
|  | 6. Хрвоје Вукчић Хрватинић     |  |  |  |  |  |  |  |  |  |  |  |  |  |  |  |
|  |                                |  |  |  |  |  |  |  |  |  |  |  |  |  |  |  |
|  |                                |  |  |  |  |  |  |  |  |  |  |  |  |  |  |  |
|  | 3. Вукац Хрватинић             |  |  |  |  |  |  |  |  |  |  |  |  |  |  |  |
|  |                                |  |  |  |  |  |  |  |  |  |  |  |  |  |  |  |
|  |                                |  |  |  |  |  |  |  |  |  |  |  |  |  |  |  |
|  | 7. Војислав Вукчић Хрватинић   |  |  |  |  |  |  |  |  |  |  |  |  |  |  |  |
|  |                                |  |  |  |  |  |  |  |  |  |  |  |  |  |  |  |
|  |                                |  |  |  |  |  |  |  |  |  |  |  |  |  |  |  |